# آلوین گولدنر
آلوین وارد گولدنر (به انگلیسی: Alvin Ward Gouldner)؛ (۲۹ ژوئیه ۱۹۲۰–۱۵ دسامبر ۱۹۸۰) جامعه‌شناسی را در کالج آنتیوخ (۱۹۵۲–۱۹۵۴) تدریس می‌کرد. و استاد جامعه‌شناسی در دانشگاه واشینگتن در سنت لوئیس (۱۹۵۷–۱۹۶۷)، در دانشگاه ایالتی نیویورک در بافلو (۱۹۴۷–۱۹۵۲)، رئیس انجمن بررسی مسایل اجتماعی (۱۹۶۲)، صاحب کرسی جامعه‌شناسی ماکس وبر در دانشگاه آمستردام (۱۹۷۲–۱۹۷۶) و استاد جامعه‌شناسی در دانشگاه واشینگتن (از ۱۹۶۷) بود. او در شهر نیویورک زاده شد.
آثار اولیه او مانند «الگوهای بوروکراسی صنعتی» را می‌توان به همان اندازه مهم دانست که در حوزه‌های موجود جامعه‌شناسی کار می‌کرد ولی اصول یک روشنفکر انتقادی را پذیرفتند. این را می‌توان به وضوح در اثر او در سال ۱۹۶۴ با عنوان «ضدمینوتور: اسطوره جامعه‌شناسی بدون ارزش» مشاهده کرد، جایی که او ادعا کرد جامعه‌شناسی نمی‌تواند عینی باشد و ماکس وبر هرگز قصد نداشت چنین ادعایی داشته باشد.
او احتمالاً بیشتر در محیط‌های آکادمی به خاطر اثرش «بحران آینده جامعه‌شناسی غربی» در سال ۱۹۷۰ به یاد آورده می‌شود. این اثر استدلال می‌کند جامعه‌شناسی باید از تولید واقعیات عینی دور شود و ماهیت ذهنی جامعه‌شناسی و دانش به‌طور کلی و چگونگی پیوند آن با بافت زمان را درک کند. این کتاب توسط بسیاری از مکاتب جامعه‌شناسی به عنوان تحلیل نظریه و روش‌های خود مورد استفاده قرار گرفت. با این حال، گولدنر اولین جامعه‌شناسی نبود که نسبت به دانش عینی جامعه انتقاد داشت، برای مثال نظر تئودور آدورنو را در کتاب دیالکتیک منفی ببینید.
پس از آن، بسیاری از کارهای گولدنر به نقد جامعه‌شناسی مدرن و ماهیت روشنفکر می‌پردازد. او استدلال کرد ایدئولوژی اغلب مقدمات نادرستی تولید می‌کند و به عنوان ابزاری توسط نخبگان حاکم استفاده می‌شود و بنابراین تفکر ذهنی انتقادی بسیار مهمتر از تفکر عینی است.

## شهرت عمومی
گولدنر زمانی به شهرت عمومی دست یافت که به ضرب و شتم و لگد زدن به لود هامفریس متهم شد. هامفریس در آن زمان دانشجوی کارشناسی ارشد در دانشگاه واشینگتن بود و  مظنون به نصب پوستری کارتونی طنز در انتقاد از گولدنر در تابلوی اعلانات گروه جامعه‌شناسی بود.

## الگوهای بوروکراسی صنعتی (۱۹۵۴)
گولدنر یک مطالعه قوم‌نگارانه‌ای را در معدنی مدیریت و اجرا کرد و در آنجا الگوهای مختلفی از بوروکراسی و بوروکراتیزاسیون را شناسایی نمود. او تجزیه و تحلیل کرد چگونه پس از انتصاب یک مدیر جدید، فرایند بوروکراتیزاسیون ظاهر می‌شود. گولدنر در مطالعات خود سه نوع بوروکراسی را با الگوهای بسیار مشخص شناسایی نمود:
- بوروکراسی ساختگی: این نوع از سازمان بیرونی می‌آید و به صورت رسمی اجرا می‌شود ولی در رفتارهای روزمره نه. هم مدیریت و هم کارگران در این مورد توافق می‌کنند که به همان شیوه عمل کنند. در این مورد قوانین توسط هم مدیریت و هم کارگران اجرا نمی‌شود. به نظر می‌رسد در این مورد هیچ تعارضی ظاهر نمی‌شود. «سیگار کشیدن» در این مورد اجتناب‌ناپذیر است. قانون ممنوعیت سیگار نمونه‌ای از بوروکراسی ساختگی است.
- بوروکراسی نمایندگی: هم مدیریت و هم کارگران این قانون را اجرا کردند و تنش‌های بسیار کمی ایجاد کرد. در این زمینه، تمرکز بر آموزش کارگران بود زیرا مدیریت آنها را نسبت به قوانین امنیتی ناآگاه و سهل‌انگار می‌دانست. برنامه ایمنی نمونه‌ای از نمایندگی است. جلساتی برای اجرای این برنامه به‌طور مرتب برگزار می‌شد و همچنین فرصتی برای بیان نگرانی‌های کارگران بود. برای مدیریت، این برنامه راهی برای تشدید کنترل بر کارگران بود.
- بوروکراسی مجازات محور: این نوع برنامه توسط مدیریت راه‌اندازی شد و تنش‌های بسیاری ایجاد کرد. مدیریت، کارگران را عمداً مایل به غیبت می‌دانست؛ بنابراین برای اینکه کارگران مجبور به غیبت نشوند، مجازات تعیین شد؛ مثلاً، قانون «عدم غیبت» نمونه‌ای از بوروکراسی مجازات محور است.